# Wednesday Morning, 3 A.M.
Wednesday Morning, 3 A.M. je debutové album folkového dua Simon & Garfunkel, vydané 19. října 1964. Producentem byl Tom Wilson, režisérem Roy Halee. Album po svém vydání propadlo, ale bylo znovuvydáno v lednu 1966, aby zúročilo úspěch v rozhlase a dosáhlo na třicátou příčku žebříčku časopisu Billboard. Nejznámější skladbou alba je akustická verze písně "The Sound of Silence". Na mnoha koncertech Art Garfunkel zmiňoval, že během focení pro obal tohoto alba bylo mnoho z fotografií nepoužitelných z důvodu sprostého nápisu na zdi v pozadí, který se později stal inspirací pro skladbu "A Poem on the Underground Wall".

## Track list

### Strana 1
1. "You Can Tell the World" (Bob Gibson/Bob Camp) – 2:47 
Nahráno: 31. březen 1964
2. "Last Night I Had the Strangest Dream" (Ed McCurdy) – 2:11 
Nahráno: 17. březen 1964
3. "Bleecker Street" (Simon) – 2:44 
Nahráno: 10. březen 1964
4. "Sparrow" (Simon) – 2:49 
Nahráno: 31. březen 1964
5. "Benedictus" (tradicionál, úprava Simon and Garfunkel) – 2:38 
Nahráno: 31. březen 1964
6. "The Sounds of Silence" (Simon) – 3:08 
Nahráno: 10. březen 1964

### Strana 2
1. "He Was My Brother" (Paul Kane*) – 2:48 
Nahráno: 17. březen 1964
2. "Peggy-O" (tradicionál) – 2:26 
Nahráno: 31. březen 1964
3. "Go Tell It on the Mountain" (traditional) – 2:06 
Nahráno: 31. březen 1964
4. "The Sun Is Burning" (Ian Campbell) – 2:49 
Nahráno: březen 17, 1964
5. "The Times They Are a-Changin'" (Bob Dylan) – 2:52 
Nahráno: 10. březen 1964
6. "Wednesday Morning, 3 AM" (Simon) – 2:13 
Nahráno: 17. březen 1964

### Bonusy (Na CD z roku 2001)
1. "Bleecker Street" - Demo (Simon) – 2:46 
Nahráno: 10. březen 1964
2. "He Was My Brother" - Alternate Take 1 (Paul Kane) – 2:52 
Nahráno: 17. březen 1964
3. "The Sun Is Burning" - Alternate Take 12 (Ian Campbell) – 2:47 
Nahráno: 17. březen 17 1964

* Paul Kane je jeden z pseudonymů Paula Simona.
Vydáno jako součást sady Simon & Garfunkel Collected Works, LP a CD.
Columbia Records LP CL-9049 (mono), CS-9049 (stereo), CD CK 9049. Také jako CBS LP 63370 (CL 2249) (UK).

## Hudebníci
- Paul Simon: akustická kytara, zpěv
- Art Garfunkel: zpěv
- Barry Kornfeld: akustická kytara
- Bill Lee: kontrabas
- nezmiňovaný hudebník : banjo v "Last Night I Had the Strangest Dream" (autor Chris Charlesworth se domnívá, že je to "snad Paul Simon").[1]